# Galeotto Franciotti della Rovere
 (Lucca, 1471 – Roma, 11 settembre 1508) è stato un cardinale e vescovo cattolico italiano.

## Biografia
Nacque da Giovanfrancesco Franciotti, mercante lucchese e depositario generale della Chiesa, e da Luchina della Rovere, nipote di Sisto IV e sorella di Giuliano, il futuro Giulio II, fratellastro del cardinale Sisto Gara della Rovere e parente dei cardinali Clemente Grosso della Rovere e Leonardo Grosso della Rovere. Dalla madre ebbe il cognome Della Rovere che aggiunse a quello del padre. Sulla data di nascita le fonti sono discordanti. In una lettera di Marco Dandolo del 20 gennaio 1504, infatti, egli è detto "di anni 27", il che collocherebbe la nascita nell'anno 1477 (Sanuto, V, coll. 667 s.); questa notizia si accorderebbe con un'altra, riportata dal Fabronio, per cui egli sarebbe morto (nel settembre 1508) all'età di 31 anni. D'altro canto, però, Baldassarre Castiglione, in una lettera del 3 luglio 1505 alla madre, scrive che era "giovane di 25 anni" (Lettere, p. 22), per cui la nascita sarebbe avvenuta nel 1480. Entrambe le date pongono poi un analogo problema, taciuto dai contemporanei, che riguarda la legittimità del concepimento: infatti, se nato nel 1477 avrebbe avuto già tre anni al momento del matrimonio dei genitori (celebrato il 13 giugno 1480); se nel 1480 sarebbe stato concepito diversi mesi prima di esso.
Nulla sappiamo sulla giovinezza e sugli studi, tranne che egli strinse forte amicizia con il giovane Giovanni de' Medici, futuro Leone X, con cui sembra avesse condiviso gli studi, pare usasse servirsi spesso della sua mediazione per far giungere la propria voce alle orecchie dello zio, il card. Giuliano della Rovere, e tentare così una difficile ricomposizione dei rapporti tra lo Stato fiorentino e la Chiesa, compromessi sin dal tempo di Sisto IV. Con l'ascesa al papato di Giulio II nel novembre 1503 Galeotto iniziò una fulminea carriera ecclesiastica, che lo portò ben presto a un cumulo impressionante di titoli e benefici grazie ai favori dello zio. Questi gli aveva prestato già in precedenza una particolare attenzione, cedendogli nel gennaio 1502 la diocesi di Savona di cui aveva conservato l'amministrazione anche dopo la nomina a cardinale, inoltre ottenne l'amministrazione del vescovado di Noli in Liguria. Nel novembre del 1503, nonostante non fosse stato ancora consacrato vescovo, fu trasferito alla sede episcopale di Lucca, che si era resa vacante per la morte di Felino Sandei, avvenuta in ottobre, la mantenne della sua patria fino alla morte, quando fu sostituito dal nipote Andrea Franciotti, ma la fece amministrare dallo zio paterno, il protonotario e canonico Giorgio Franciotti.
Nella prima promozione cardinalizia del suo pontificato, avvenuta pochi giorni dopo l'incoronazione papale, il 29 novembre 1503, Giulio II promosse il nipote (divenuto nel frattempo referendario domestico) che assunse poi il titolo già appartenuto al papa e che da allora venne quindi chiamato cardinale di San Pietro in Vincoli. Il 9 aprile 1504 il giovane porporato venne finalmente consacrato vescovo, già il 7 marzo aveva rinunciato in favore di Giacomo Giuppo della Rovere alla diocesi di Savona. Dai dispacci degli oratori veneti risulta che ebbe anche un incarico di "governator" in Avignone (Sanuto, V, col. 668) del Contado Venassino. Dalla lettera sopra citata del Dandolo sappiamo, infatti, che il 20 gennaio 1504 entrò in Lione, solennemente accolto dalle autorità cittadine, sulla via del ritorno verso Roma, dove giunse, in compagnia di Giovanni Francesco della Rovere detto il prefettino, soltanto il 2 marzo successivo, dopo aver fatto tappa a Savona, Bologna e Lucca.
Nel concistoro segreto del 24 maggio seguente fu incaricato della sua prima legazione a Bologna. A questa legazione si riferisce una "instructio" fornitagli dal cerimoniere pontificio il 3 luglio 1504, relativa al cerimoniale da osservarsi nell'ingresso in città e nelle celebrazioni solenni in S. Petronio (Vat. lat. 12343, c. 131rv); nella città felsinea non fu però mai vescovo, come qualcuno afferma erroneamente. Di certo ebbe invece altre diocesi: Benevento, dove nel 1504 successe a Ludovico Podocataro, deceduto il 30 agosto dello stesso anno; Cremona, ottenuta il 27 maggio 1505, in seguito alla morte di Ascanio Maria Sforza, nonostante che il Senato di Venezia avesse proposto per la nomina un membro della famiglia Trevisan assai più gradito alla Repubblica. Dopo aver rinunciato a questo vescovato, passò nel 1507 a Vicenza che tenne fino alla morte e dove gli successe Sisto Gara della Rovere, suo fratellastro in quanto figlio di Luchina della Rovere e del suo primo marito Gabriele Gara.
Accanto ai titoli episcopali, ebbe la commenda di diversi monasteri, a cominciare da quello di Chiaravalle nel Ducato milanese, che gli pervenne anch'esso in seguito alla morte di Ascanio Maria Sforza per continuare con le abbazie di Farfa, probabilmente di Nonantola, di Palo, di Fonte Avellana e di S. Benigno di Fruttuaria; già dal marzo 1504 aveva inoltre il possesso del monastero di S. Tommaso in diocesi di Cremona, concessogli dal papa in seguito alla morte del vescovo di Cortona, Rainerio Guicciardini.
Il 30 giugno 1505, sempre in seguito alla morte dello Sforza, Giulio II nominò vicecancelliere il giovane nipote, che andava così a sostituire Domenico Della Porta, nominato reggente durante il breve periodo di vacanza. Nei giorni immediatamente successivi prestò giuramento e, lasciato il palazzo di S. Marco che il papa gli aveva donato nel marzo dell'anno precedente, prese possesso della nuova residenza nel palazzo della Cancelleria, dove, secondo il Beverini, pose l'insegna del proprio nome "con la cifra d'otto celate e di otto galee" (Elogi…, p. 16). Da questo momento egli visse in questo palazzo, che "multis in locis ampliavit ac statuis marmoreis ac pulcherrimis picturis exornavit" (Albertini, p. 24). Col nuovo incarico egli aumentava il suo già enorme patrimonio: l'ufficio di cancelliere gli procurava infatti una rendita annua di 12.000 ducati che, unita agli altri benefici di cui già godeva, gli faceva raggiungere, secondo la stima fatta dai contemporanei, la cifra di ben 40.000 ducati. L'oratore veneto Antonio Giustinian annotava, d'altronde, all'inizio del 1505, che al cardinale di S. Pietro in Vincoli andavano tutte le vacanze di benefici "undeché in questo primo anno del suo cardinalato, se fa certo abbia avuto per circa 20.000 ducati d'entrata et è ogni zorno per averne altri" (cit. in Iohannis Burchardi Libernotarum, p. 470 n.).
Il 15 novembre 1505 presenziò in Roma a un atto di donazione con cui la madre cedette alcuni beni al fratello più giovane del cardinale, Niccolò. Il 2 settembre 1506 partì da Roma insieme con la Curia per accompagnare Giulio II nella spedizione contro Bologna, che si concluse con l'abbandono della città da parte di Giovanni Bentivoglio il 2 novembre successivo. Egli giocò un ruolo certamente non di secondo piano nella vicenda, sia nel condurre trattative con Charles d'Amboise nell'intento di risparmiare alla città un umiliante e rovinoso saccheggio da parte delle truppe francesi, sia nel preparare l'ingresso solenne del pontefice e la messa di ringraziamento nella cattedrale di S. Petronio, che fu celebrata il giorno dell'anniversario dell'incoronazione del papa, il 26 novembre 1506. Galeotto, che era stato nominato nuovamente legato di Bologna in questa circostanza e che aveva posto la sua residenza proprio in palazzo Bentivoglio in strada San Donato, seppe conquistare l'affetto del popolo bolognese; questo anzi rimase indispettito alla notizia che egli, "mitis et dulcis", in procinto di ritornare a Roma, era stato sostituito il 2 febbraio 1507 dal cardinale di S. Vitale, Antonio Ferreri.
Morì a Roma l'11 settembre 1508 a causa di una febbre improvvisa che l'aveva colpito tre giorni prima all'uscita da un concistoro. Furono fatte solenni esequie e l'elogio funebre fu letto da Tommaso Fedra Inghirami, che lodò il carattere mite e gioviale, l'ingegno acuto e i costumi castigatissimi del giovane cardinale scomparso. Il suo corpo fu dapprima sepolto nella cappella di Sisto IV in S. Pietro, distrutta all'inizio del sec. XVII; le ossa furono in seguito poste nel sepolcro stesso di Sisto IV. A Lucca venne edificato un sepolcro onorario nella cappella dei Franciotti in S. Agostino.
Galeotto è sovente annoverato tra coloro che favorirono la cultura al tempo di Giulio II, e in effetti ebbe relazioni con P. Bembo, con il Bibbiena e con il Castiglione; da quest'ultimo è ricordato nel Cortegiano, mentre, insieme con Luigi d'Aragona, si recava in via dei Banchi a veder passar le maschere durante il carnevale romano. Pare che lo stesso Galeotto si dilettasse nello scrivere poesie in volgare; purtroppo di esse non si ha al momento notizia, tranne forse di un sonetto indirizzato a Felice della Rovere, erroneamente attribuito in passato a Giulio II, ma segnato dalla sigla "Gal." nel codice della Nazionale di Firenze, già segnato Magliabechiano 727, da dove è tratto (Trucchi). Ma una notizia certa dell'attività poetica del Galeotto è in una lettera con cui Emilia Pio, poco dopo la morte del cardinale, inviava a Isabella d'Este "doi sonetti de quello infelice Samp[ietr]o ad Vincula, e uno chel fece il dì prima chel se amalasse che profetiza la sua imatura morte" (Cian, PietroBembo, p. 115).

## Genealogia episcopale
La genealogia episcopale è:
- Cardinale Guillaume d'Estouteville, O.S.B.Clun.
- Papa Sisto IV
- Papa Giulio II
- Cardinale Galeotto Franciotti della Rovere

## Ascendenza
|                                  |                                |                   | Genitori          |  |  | Nonni |  |  | Bisnonni |  |  | Trisnonni |  |
|                                  |                                |                   |                   |  |  |       |  |  | …        |  |  | …         |  |
|                                  |                                |                   |                   |  |  |       |  |  | …        |  |  | …         |  |
|                                  |                                | …                 |                   |  |  |       |  |  | …        |  |  |           |  |
| Galeotto Franciotti              |                                |                   |                   |  |  |       |  |  | …        |  |  |           |  |
|                                  |                                | …                 | …                 |  |  |       |  |  |          |  |  |           |  |
|                                  |                                | …                 | …                 |  |  |       |  |  |          |  |  |           |  |
|                                  |                                | …                 | …                 |  |  |       |  |  |          |  |  |           |  |
| Giovanfrancesco Franciotti       |                                | …                 |                   |  |  |       |  |  |          |  |  |           |  |
|                                  |                                | …                 | …                 |  |  |       |  |  |          |  |  |           |  |
|                                  |                                | …                 | …                 |  |  |       |  |  |          |  |  |           |  |
|                                  |                                | …                 | …                 |  |  |       |  |  |          |  |  |           |  |
| …                                |                                | …                 |                   |  |  |       |  |  |          |  |  |           |  |
|                                  |                                | …                 | …                 |  |  |       |  |  |          |  |  |           |  |
|                                  |                                | …                 | …                 |  |  |       |  |  |          |  |  |           |  |
|                                  |                                | …                 | …                 |  |  |       |  |  |          |  |  |           |  |
| Galeotto Franciotti della Rovere |                                | …                 |                   |  |  |       |  |  |          |  |  |           |  |
|                                  | Leonardo Beltramo della Rovere | …                 |                   |  |  |       |  |  |          |  |  |           |  |
|                                  | Leonardo Beltramo della Rovere | …                 |                   |  |  |       |  |  |          |  |  |           |  |
|                                  | Leonardo Beltramo della Rovere | …                 |                   |  |  |       |  |  |          |  |  |           |  |
| Raffaello della Rovere           | Leonardo Beltramo della Rovere |                   |                   |  |  |       |  |  |          |  |  |           |  |
|                                  |                                | Luchina Monleone  | Giovanni Monleone |  |  |       |  |  |          |  |  |           |  |
|                                  |                                | Luchina Monleone  | Giovanni Monleone |  |  |       |  |  |          |  |  |           |  |
|                                  |                                | Luchina Monleone  | Caterina Cipolla  |  |  |       |  |  |          |  |  |           |  |
| Luchina della Rovere             |                                | Luchina Monleone  |                   |  |  |       |  |  |          |  |  |           |  |
|                                  |                                | Giovanni Manirolo | …                 |  |  |       |  |  |          |  |  |           |  |
|                                  |                                | Giovanni Manirolo | …                 |  |  |       |  |  |          |  |  |           |  |
|                                  |                                | Giovanni Manirolo | …                 |  |  |       |  |  |          |  |  |           |  |
| Teodora Manirolo                 |                                | Giovanni Manirolo |                   |  |  |       |  |  |          |  |  |           |  |
|                                  |                                | …                 | …                 |  |  |       |  |  |          |  |  |           |  |
|                                  |                                | …                 | …                 |  |  |       |  |  |          |  |  |           |  |
|                                  |                                | …                 | …                 |  |  |       |  |  |          |  |  |           |  |
|                                  |                                | …                 |                   |  |  |       |  |  |          |  |  |           |  |